# Phare de Fourteen Foot Bank

Le phare de Fourteen Foot Bank (en anglais : Fourteen Foot Bank Light) est un phare offshore à caisson situé au milieu de la baie de la Delaware, dans le comté de Kent, Delaware. 
Il est inscrit au Registre national des lieux historiques depuis le 27 mars 1989 sous le n° 89000286 .

## Historique
Construit en 1885-1886 à l'extrémité sud du haut-fond Joe Flogger, ce fut le premier phare à être construit à l'aide d'un caisson pneumatique. La structure du caisson en bois a été excavée à une profondeur de 7 m sous le fond marin, puis remplie de 1 500 m3 de béton. Une base en fonte a été érigée sur le caisson lors de son enfoncement. Une structure en forme de maison a été construite au-dessus de la base, conçue par HA Ramsay & Son de Baltimore. La lumière se trouve à 18 km au large et n'est donc pas visible depuis la terre.
Il porte aussi des équipements de surveillance environnementale de l'université du Delaware 

## Description
Le phare  est une maison de gardien de deux étages de 12 m de haut,avec galerie et lanterne, montée sur un caisson immergé.
Il émet, à une hauteur focale de 18 m, un éclat blanc de 0,9 seconde par période de 9 secondes. Sa portée est de 13 milles nautiques (environ 24 km). Il  possède aussi un feu à secteurs rouges couvrant les hauts-fonds voisins avec une portée de 10 milles nautiques (environ 19 km).
Il est équipé d'une corne de brume automatisée émettant un souffle toutes les 30 secondes.

## Caractéristiques dufeu maritime
Fréquence : 9 secondes (W)
- Lumière : 0,9 seconde
- Obscurité : 8,1 secondes

Identifiant : ARLHS : USA-305 ; USCG : 2-1575  ; Amirauté : J1266 : NGA : .

### Lien connexe
- Liste des phares du Delaware